# Kontrollwaage
Eine Kontrollwaage oder Checkweigher ist eine Waage, die dazu dient, die Herstellung/Produktion von Gütern nach Gewichtskriterien zu überwachen. Sie können in statische und dynamische Kontrollwaagen unterschieden werden. Im Fertigungsprozess werden aufgrund der Automatisierung meist selbsttätige dynamische Kontrollwaagen eingesetzt, die ihr Prüfobjekt im Durchlauf messen.

## Selbsttätige dynamische Kontrollwaagen
Selbsttätige Kontrollwaagen im Sinne der Definition des Eichrechtes sind in Deutschland seit ca. 1965 im Einsatz. Bereits zu dieser Zeit erreichten die auch als „Checkweigher“ bekannten automatischen Bandwaagen respektable Leistungen in Bezug auf Taktzahl und Messgenauigkeit. Die Handhabung war allerdings noch sehr umständlich, da weder moderne Digitaltechnik noch schnelle, hochauflösende Wägezellen mit befriedigender Linearität verfügbar waren. Im Zuge der technischen Fortentwicklung werden Kontrollwaagen heutzutage von schnellen Prozessorsystemen gesteuert; als Wägezellen stehen mehrere Modellprinzipien zur Auswahl.
Die wichtigsten Einsatzbereiche von Kontrollwaagen sind:
1. Vollautomatische Gewichtskontrolle mit Aussondern von Fehlgewichten
2. Füllmengenoptimierung durch kontinuierliche Tendenzberechnung und automatisches Justieren der vorgeschalteten Dosier-, Abfüll- oder Schneideanlage
3. Vollständige statistische Gewichtsdatenerfassung, insbesondere bei Füllmengenkontrolle nach der Fertigpackungsverordnung (FPackV)[1]

Eine Waage wird aus betriebswirtschaftlichen Gründen (Punkt 2) eingesetzt, um den Produktionsprozess zu kontrollieren und zu optimieren. Feedbacksysteme und Tendenzkontrolle melden an abfüllende Systeme zurück, um regelnd einzugreifen. Steuerung und Verbesserung des Wareneinsatzes stehen hierbei im Vordergrund. Die Tendenzsteuerung einer Kontrollwaage erfasst ständig die Produktgewichte und errechnet daraus zyklisch einen Mittelwert. Dieser wird ins Verhältnis zum Sollwert gesetzt und anhand der Abweichung wird ein Korrektursignal zur Dosier-/Schneidevorrichtung gegeben, das zur Größe der Abweichung proportional ist. Dadurch wird das Produktgewicht mittel- und langfristig derart optimiert, dass eine Quasi-Übereinstimmung zwischen Istwert und Sollwert folgt. Für die Qualitätskontrolle ist die Aufzeichnung und Dokumentation der Gewichte von Bedeutung.
Aus gesetzlichen Gründen (Punkt 3) muss ein Hersteller von Fertigverpackungen mit einheitlichem Nenngewicht sicherstellen, dass die in Umlauf gebrachten Produkte bestimmte Werte im Mittel (TU1) oder absolut (TU2) nicht unterschreiten. Die hier verwendeten Waagen müssen geeicht sein, um eine stichhaltige Dokumentation der verkauften Produkte zu gewährleisten.

### Aufbau
Die typische dynamische Kontrollwaage besteht aus einem System aneinandergereihter Förderbänder, wobei eines – das Wägeband – auf einer schnellen, hochauflösenden Messzelle aufgebaut ist.

### Gliederung der Förderbänder
Sehr wichtig für präzise Messungen ist es, die zugeführten Produkte vor der Wägeeinheit perfekt zu vereinzeln, damit während einer Messung immer nur ein Produkt in vollem Umfang auf dem Wägeband positioniert ist. Ist dies infolge der Eigenschaften der vorgeschalteten Aggregate nicht möglich, so kann eine dynamische Kontrollwaage auch mit ggf. mehreren Beschleunigungsbändern vor dem eigentlichen Wägeband ausgestattet werden.
a) Zuführungsband/Abnahmeband von voriger Maschine
b) Optionales Beschleunigungsband um Produkte zu separieren
c) Wägeband
d) Abgabeband/mit Aussortierung für „schlecht“-klassifizierte Produkte

### Wägezellen
Die heute eingesetzten Wägezellen – auch Messzellen genannt – sind in der Regel Vollbereichswaagen. Die bei Kontrollwaagen verwendeten wichtigsten Bauformen sind:
- Kraftkompensierte Messzelle (Elektromagnetische Kraftkompensation, EMK)[2]
- Wägezellen basierend auf Dehnungsmessstreifentechnologie (DMS)[3]